# 김정욱 (1985년)
김정욱(한국 한자: 金廷昱, 1985년 8월 5일 ~ )은 대한민국의 전 축구 선수이며, 포지션은 수비수였다.